# Cratère d'Ames

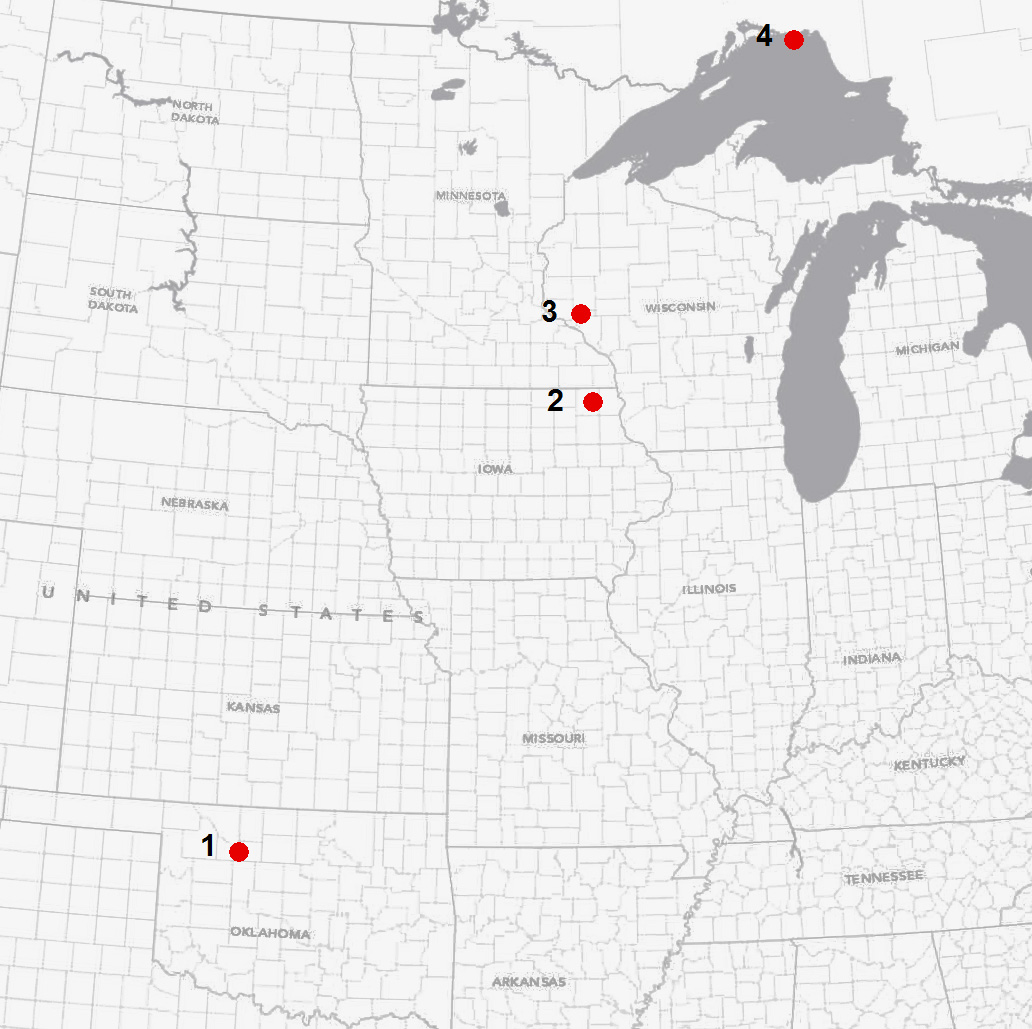
Cratères d'impact de l'Ordovicien moyen en Amérique du Nord. Légende : 1 : cratère Ames, 2 : cratère Decorah, 3 : perturbation Rock Elm, 4 : cratère Slate Islands.

Le cratère d'Ames est un cratère d'impact météoritique situé dans le comté de Major en Oklahoma, à 3 km au nord d'Ames.
Son diamètre est de 16 km et son âge est de 470 ± 30 millions d'années.
Il n'a été découvert qu'en 1991. C'est un des plus grands cratères associés à la prospection pétrolière.
Sur le site se trouve un musée consacré au cratère.